# النجف (محافظة ينبع)
النَّجف قرية من قرى محافظة ينبع والتابعة لمنطقة المدينة المنورة في السعودية، تقع في شمال ينبع، بمسافة (50) كم.

## التاريخ
غالبية سكان قرية النجف بمدينة ينبع البحر من قبيلة رفاعه من جهينة.